# Heeresbäckerei
Eine Heeresbäckerei (auch Kommissbrotbäckerei genannt) diente der stationären Herstellung von Backwaren. Sie war dabei Teil des Proviantamts, zu dem neben der Verwaltung ein Speicher oder Proviant-Magazin gehörten. Diese Formen der Versorgung ergaben bei den jeweiligen  Armeen eine stadtbildprägende Industriearchitektur.
Reste der architektonisch wertvollen Gebäude finden sich in vielen Regionen Deutschlands und stehen meist unter Denkmalschutz.

## Produktionsablauf
Das Getreide wurde meist mit Schiffen oder per Eisenbahn antransportiert und im Getreidespeicher eingelagert. Nach Bedarf wurde es in der Mühle zu Schrot, Dunst, Grieß und Mehl zermahlen. Diese Grundlagen wurden in der Heeresbäckerei zu Kommissbrot und Zwieback verbacken. Letzteres kann gut gelagert werden.
Im Gebäude der Heeresbäckerei waren Magazin- und Backsäle untergebracht.
Im Amtsdeutsch der damaligen Zeit wurde die Aufgabe des Proviantamts mit „Erbackung von Brot, Fleisch- und Feldzwieback“ beschrieben.

## Heeresbäckerei Berlin

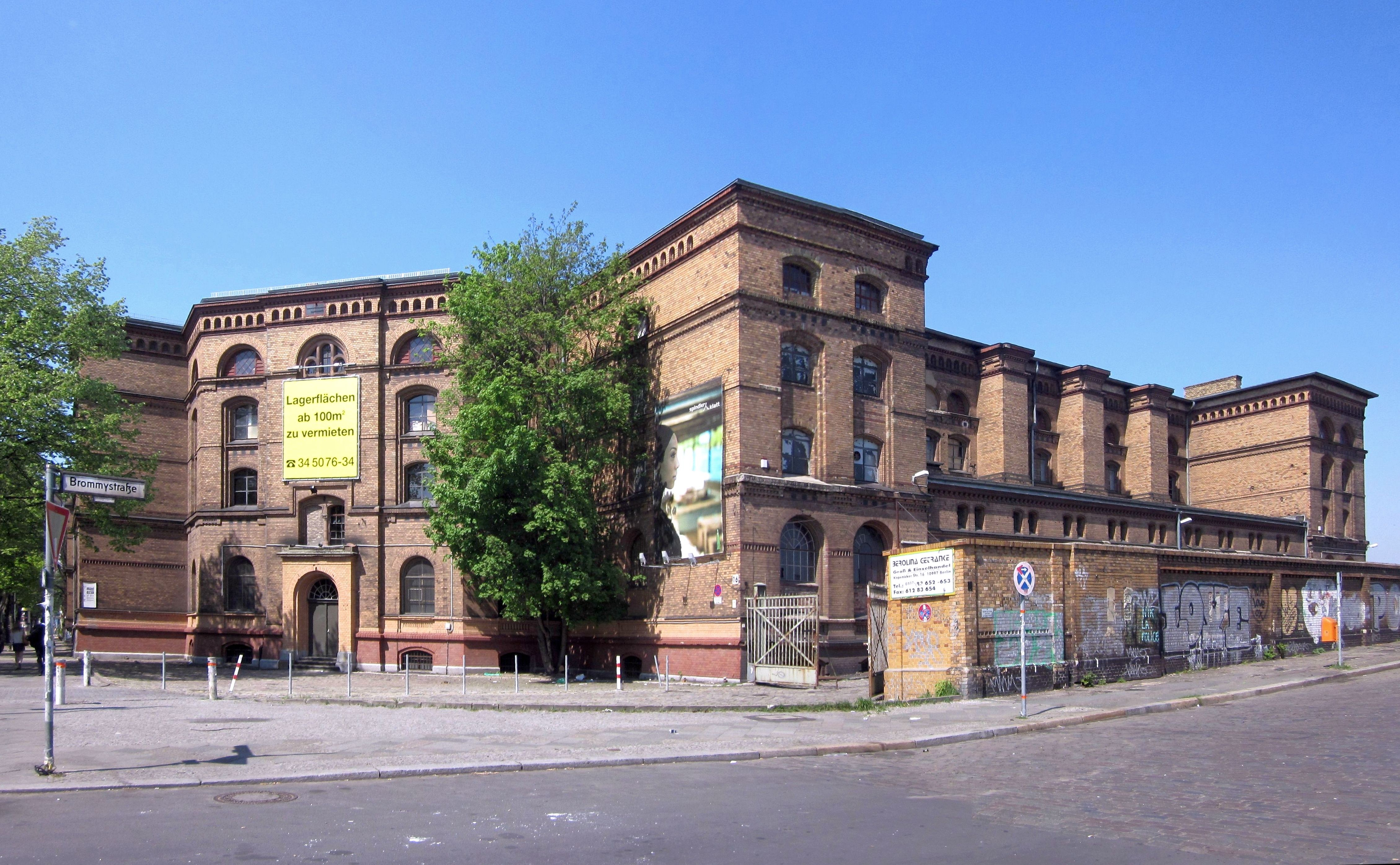
Die Heeresbäckerei Berlin

Die Heeresbäckerei Berlin war Teil des Königlichen Preußischen Proviantamts in der damaligen Luisenstadt, heute Berlin-Kreuzberg. 1805 wurde die Heeresbäckerei auf dem Grundstück nordöstlich der Kreuzung Köpenicker Straße/Brommystraße an der Spree erbaut (Lage) und war damit gut mit Schiffen, dem damaligen Haupttransportmittel zu erreichen.
Im Jahr 1850 wurde das Berliner Proviantamt mit der Heeresbäckerei an die sogenannte Berliner Verbindungsbahn angeschlossen, die eine erste Eisenbahnverbindung zwischen den Berliner Kopfbahnhöfen herstellte. Hierfür musste unmittelbar neben dem Proviantamt eine Brücke über die Spree errichtet werden.
Um 1890 erfolgten umfangreiche Erweiterungen und Umbaumaßnahmen auf diesem Gelände. Zur damals entstandenen Gebäudegruppe des Proviantamts gehörten die eigentliche Heeresbäckerei mit Speicher (1890–1893), ein großes und ein kleines Beamtenwohnhaus (1889–1891 und 1890–1891), ein Wirtschaftsgebäude (1888–1891) und eine Mühle. Bis auf die Mühle sind diese Gebäude heute noch erhalten und stehen inzwischen unter Denkmalschutz.
Die Heeresbäckerei erhielt eine repräsentative Fassade, das Sichtmauerwerk wurde aus gelblichen Klinkern gebaut, ähnlich dem Greppiner Klinker. Für die Backsäle brauchte man Öfen, deren vier Abzüge und Schornsteine noch heute in Teilen auf der Ostseite des Bäckereigebäudes zu sehen sind. Die bebaute Fläche umfasst insgesamt ca. 9300 m² und ist im Bereich der Heeresbäckerei mit preußischen Kappendecken und gusseisernen Stützen ausgeführt.
2007 bis 2009 fanden an und in der Heeresbäckerei die Dreharbeiten zur preisgekrönten ZDF-Krimiserie KDD – Kriminaldauerdienst statt.
Seit 2012 findet jährlich im April das Craft Spirits Festival in der Berliner Heeresbäckerei statt sowie Veranstaltungen von Slow Food, dem Weinbund und anderen.
Ansonsten wird die Heeresbäckerei Berlin als Lager für diverse Unternehmen, ausgebautes Büro und Loft, Musterbüro und Kultureinrichtung genutzt. In der Umgebung finden sich weitere Hafenlager, die den Standort an der Spree nutzen.

## Weitere Heeresbäckereien
Weitere Heeresbäckereien gibt es unter anderem in der Dresdner Albertstadt, in Göttingen, in Frankfurt (Oder), in Leipzig-Möckern, in Minden und in Wünsdorf.